# Campos Challenger 1985
Il Campos Challenger 1985 è stato un torneo di tennis facente parte della categoria ATP Challenger Series nell'ambito dell'ATP Challenger Series 1985. Il torneo si è giocato a Campos do Jordão in Brasile dal 15 al 21 luglio 1985 su campi in cemento.

## Vincitori

### Singolare
Dácio Campos ha battuto in finale  Nelson Aerts con il punteggio di 6–7, 6–3, 6–2

### Doppio
Dácio Campos /  Carlos Kirmayr hanno battuto in finale  Luiz Mattar /  Belus Prajoux con il punteggio di 6–4, 3–6, 6–4